# La Chanson des gares

La Chanson des gares est une mélodie française de la compositrice Claude Arrieu, écrite en 1947.

## Contexte et création
Claude Arrieu compose La Chanson des gares en 1947 sur un texte inédit de Pierre Schaeffer. L'œuvre est encore inédite.